# Библида
Библида (грч. Βυβλίς) је у грчкој митологији била кћерка Милета и Ејдотеје, Каунова сестра близнакиња. Као њена мајка помиње се и Трагасија, а Овидије у „Метаморфозама“ наводи и Кијанеју.

## Митологија
Описана је као нимфа Најада са извора града Библос у Карији или Феникији, који су названи по њој или као Хамадријада древне божиковине (род Ilex) крај извора. У оригиналној верзији, била је девојка које су нимфе спасиле када је хтела да изврши самоубиство. Када је стасала за удају, Библида је имала бројне просиоце, али их је одбијала јер је била заљубљена у свог брата. Дуго је крила ову грешну љубав, док коначно није одлучила да се убије. Тада су је нимфе претвориле у своју другарицу. Према другом предању, она испочетка није схватала на који начин воли свог брата, док то није открила у сновима. Најпре се тешила да су и богови волели своје сестре, али је напокон схватила да божански закони нису били једнаки људским и пожелела је да умре. На тај начин, брат би је, макар мртву, пољубио. Ипак, исповедила се свом брату и он ју је са гнушањем одбио и напустио. То је утицало на њу и разум јој се помутио. Очајна, поцепала је своје хаљине и кренула за њим. Прешла је целу Малу Азију, док није пала од умора. Ту је неутешно плакала, иако су нимфе покушале да је утеше. Коначно, расточила се у извор који су мештани назвали њеним сузама.